# 羅特克峰
46°43′25″N 10°59′03″E / 46.72361°N 10.98417°E

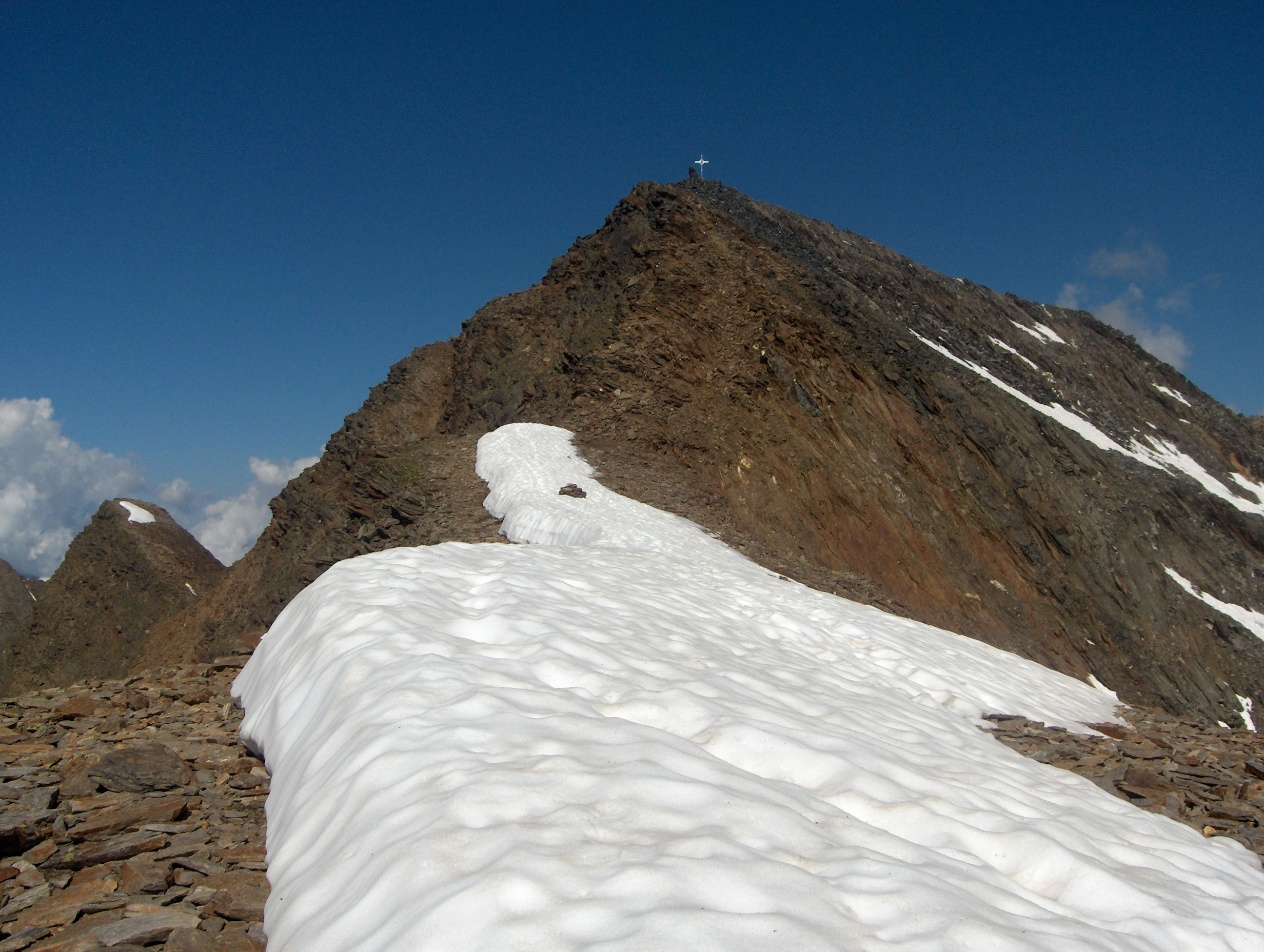

羅特克峰（義大利語：Monte Rosso），是意大利的山峰，位於該國北部，由博爾扎諾自治省負責管轄，屬於奧茨塔爾阿爾卑斯山脈的一部分，海拔高度3,337米，人類在1872年7月14日首次登上該山峰。